# 디 얼티밋 파이터
디 얼티밋 파이터(The Ultimate Fighter)는 미국의 리얼리티 프로그램이다. 통칭은 TUF이다. 종합격투기 이벤트 UFC 출전을 목표로 종합격투가들이 네바다주 라스베이거스 외곽의 집에서 공동 생활을 하면서 UFC의 정식 계약을 위한 경쟁을 벌인다.